# دهستان وینی
دهستان وینی (به لاتین: Vinni Parish) یک دهستان در استونی است که در شهرستان لنه-ویرو واقع شده‌است.

## خصوصیات
دهستان وینی ۴۸۶٫۶۵ کیلومترمربع مساحت و ۵٬۶۳۰ نفر جمعیت دارد.

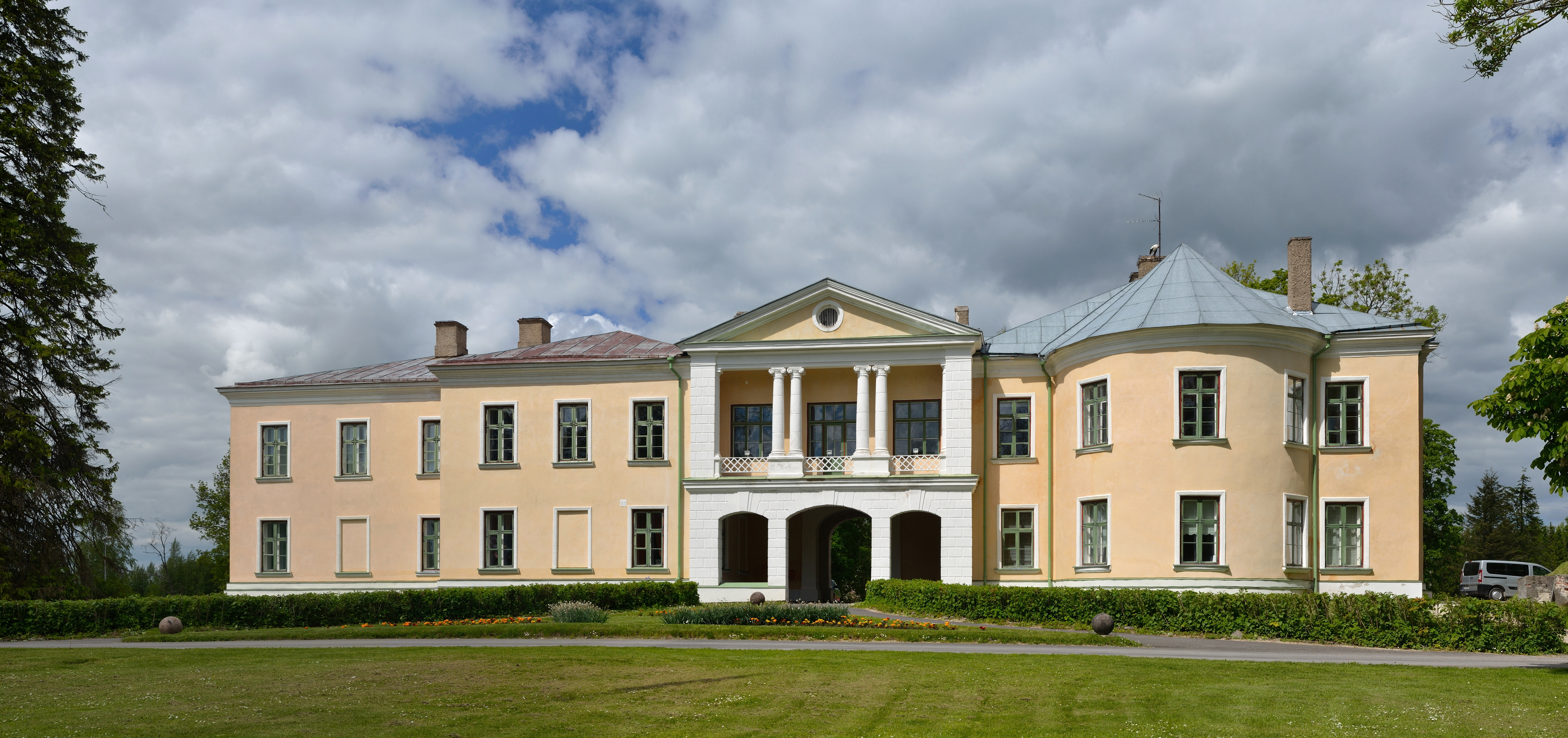
خانه اربابی مودریکو در دهکده مودریکو در دهستان وینی، شهرستان لنه-ویرو در شمال شرقی استونی واقع است، این بنا اولین بار در سال ۱۴۷۰ ساخته شد. در طول قرن‌ها این خانه متعلق به خانواده‌های مختلف آلمانی بالتیک بوده‌است و در طول قرن بیستم هم توسط مدارس مختلف مورد استفاده قرار گرفته‌است. قدیمی‌ترین بخش‌های این ساختمان مربوط قرن هفدهم است، اما در طول دهه‌های ۱۷۸۰ و ۱۸۹۰ به‌طور گسترده بزرگ‌تر و بازسازی شده‌است. این عمارت خانه چندین نسل متوالی از خانواده فون کاولبارز از جمله ژنرال و کاشف روسی الکساندر فون کاولبارز بود.

## خواهرخوانده
شهر Ljusdal Municipality خواهرخواندهٔ دهستان وینی هست.